# Gare de Tillières
Gare de Tillières vasútállomás Franciaországban, Tillières-sur-Avre településen.

## Vasútvonalak
Az állomást az alábbi vasútvonalak érintik:
- Saint-Cyr-Surdon-vasútvonal

## Kapcsolódó állomások
A vasútállomáshoz az alábbi állomások vannak a legközelebb: